# Арена Метато
Арена Метато (итал. Arena Metato) је насеље у Италији у округу Пиза, региону Тоскана.
Према процени из 2011. у насељу је живело 2115 становника: 204 (Arena) и 1911 (Metato). Насеље се налази на надморској висини од 3 м.